# Алера (Горња Лоара)
Алера (фр. Alleyras) насеље је и општина у централној Француској у региону Оверња, у департману Горња Лоара која припада префектури Пиј ан Веле.
По подацима из 2011. године у општини је живело 171 становника, а густина насељености је износила 6,88 становника/km². Општина се простире на површини од 24,86 km². Налази се на средњој надморској висини од 1 095 метара (максималној 1.074 m, а минималној 634 m).

## Демографија
| 1962. | 1968. | 1975. | 1982. | 1990. | 1999. | 2011. |
| ----- | ----- | ----- | ----- | ----- | ----- | ----- |
| 302   | 379   | 342   | 290   | 232   | 231   | 171   |

График промене броја становника у току последњих година